# Kalijaran (Maos)
Kalijaran is een bestuurslaag in het regentschap Cilacap van de provincie Midden-Java, Indonesië. Kalijaran telt 2595 inwoners (volkstelling 2010).